# Kazi Zafar Ahmed
Kazi Zafar Ahmad (1er juillet 1939 - 27 août 2015) est un homme d'État bangladais du parti Jatiya, qui a été le 9e Premier ministre du Bangladesh de 1989 à 1990.

## Biographie

### Jeunesse
Ahmed est né en 1939, à Cheora Union, dans l'upazila de Chauddagram, dans le district de Comilla, en Inde britannique (aujourd'hui Bangladesh), fils de Cheora Kazi Bari. Il a été leader étudiant à l'université de Dacca, où il a obtenu une maîtrise en histoire.

### Carrière politique
Ahmed était un maoïste. De 1962 à 1963, il a été secrétaire général de la East Pakistan Chattra Union. En 1966, il a rejoint le parti communiste maoïste et est devenu un dirigeant syndical, se concentrant principalement sur l'organisation des travailleurs de la zone industrielle de Tongi. Pendant la guerre de libération du Bangladesh, il travaille pour le gouvernement de Mujibnagar,.
Après l'indépendance, il rejoint le parti Awami national de Maulana Bhashani et en devient le secrétaire général. Il soutient l'idéologie du socialisme islamique de Maulana Bhashani. Il déclare qu'il formera un parti d'opposition responsable. Plus tard, il forme le United Peoples' Party (en) (UPP) en 1974 avec le capitaine Abdul Halim Chowdhury (en). Il a travaillé avec le People's Democratic Party sous le président Ziaur Rahman après que celui-ci ait accédé à la présidence par référendum. Ahmed est devenu ministre de l'éducation,.
Ahmed a également joué un rôle de premier plan dans l'action anti-militaire du président Hossain Mohammad Ershad. Mais la période qui a suivi 1975 au Bangladesh a été marquée par un réalignement de la politique et des dirigeants qui ont quitté leurs anciens partis pour en rejoindre de nouveaux. Ahmed dissout son UPP et rejoint le parti Jatiya du président Ershad. Le 3 juillet 1985, il est nommé ministre dans le cabinet du président Ershad. Le 3 mars 1988, Ershad a fait d'Ahmed le vice-Premier ministre du Premier ministre Moudud Ahmed. Le 6 juin 1988, il a défendu la décision d'Ershad de faire de l'islam la religion d'État du Bangladesh comme une mesure contre le fondamentalisme. Il a servi dans le gouvernement Ershad en tant que ministre du commerce de 1986 à 1989. En août 1989, il a été nommé Premier ministre en remplacement de Moudud Ahmed, qui a été nommé vice-président. Il a occupé le poste de Premier ministre d'août 1989 au 6 décembre 1990. Il s'est enfui en Inde après la démission d'Ershad du pouvoir. Il est connu sous le nom de Sugar Zafar pour son rôle dans le vol d'une cargaison de sucre. Ahmed a critiqué Ershad pour avoir rejoint le gouvernement de la Ligue Awami du Bangladesh en 1997 et a créé son propre parti, le Jatiya Dal, qui a rejoint le Parti nationaliste du Bangladesh, parti d'opposition. Ershad a été emprisonné depuis qu'il a perdu le pouvoir et a été libéré en 1996 après l'arrivée au pouvoir de la Ligue Awami.
Ahmed a été condamné à quinze ans d'emprisonnement par un tribunal de Dacca en novembre 1999 pour des accusations de corruption liées au détournement de fonds destinés à un orphelinat. Il s'est rendu en Australie et a demandé l'asile avec succès. En Australie, il a pu bénéficier d'une pension d'invalidité du gouvernement pour le traitement de son rein. John Howard, Premier ministre australien, a demandé une enquête pour savoir comment Ahmed a pu obtenir l'asile,.
Il s'est présenté aux élections générales de 2008 au Bangladesh dans la circonscription de Comilla-11. Ahmed, membre du présidium du parti Jatiya, a critiqué Ershad pour avoir accepté de participer aux élections de 2014 au Bangladesh organisées par le gouvernement de coalition dirigé par la Ligue Awami du Bangladesh. Le 5 mai 2013, il est monté sur scène lors d'un rassemblement de Hefajat-e Islam à Motijheel. En 2013, il a été suspendu du parti Jatiya par Ershad et quelques heures plus tard, Ahmed a tenté d'expulser Ershad du parti Jatiya, après quoi il a formé sa propre faction du parti. Golam Moshi a rejoint la faction Ahmed du parti Jatiya. En janvier 2014, il a rejoint l'alliance des vingt partis dirigée par le Parti nationaliste du Bangladesh avec sa faction du Parti Jatiya,.

### Vie privée
Ahmed était marié à Momtaz Begum. Ils ont eu trois filles, Kazi Joya Ahmed, Kazi Sonia Ahmed et Kazi Rona Ahmed.

### Mort
Ahmed est décédé le 27 août 2015 à l'hôpital United, à Dacca, au Bangladesh.